# Rostanga
Genre
Rostanga est un genre de Nudibranche de la famille des Discodorididae.

## Description
Les espèces de ce genre peuvent mesurer de quelques millimètres à 10 cm. 
Leur corps est ovale, avec un manteau large masquant le pied et la cavité buccale. Sa livrée est soit uniforme, soit marbrée. Sa couleur est directement liée à la nourriture de l'animal, car ce genre a la capacité de retenir les pigments des éponges dont il se nourrit, ce qui lui confère une coloration cryptique des plus efficaces.
Le manteau est densément recouvert de papilles munies de spicules et possède des glandes mantéliques défensives.
Les rhinophores sont lamellés, pointus, rétractiles et dotés de fourreaux émergeant du manteau, ils sont soit de la même teinte que le corps ou d'une autre couleur.
Le bouquet branchial est circulaire autour de l'anus, est rétractile et de teinte similaire au corps ou différente.

## Habitat et répartition
Le genre se rencontre dans toutes les eaux du globe autant en zone tropicale qu'en zone tempérée.
Son habitat de prédilection correspond aux zones récifales ou rocheuses selon l'espèce et la zone géographique mais toujours à proximité directe d'éponges.

## Écologie et comportement
Les Rostanga sont benthiques et diurnes. Elles se nourrissent principalement d'éponges.

## Espèces
Selon World Register of Marine Species (6 juin 2014) :
- Rostanga alisae Martynov, 2003
- Rostanga aliusrubens Rudman & Avern, 1989
- Rostanga ankyra Valdés, 2001
- Rostanga anthelia Perrone, 1991
- Rostanga arbutus (Angas, 1864)
- Rostanga aureomala Garovoy, Valdés & Gosliner, 2001
- Rostanga bassia Rudman & Avern, 1989
- Rostanga bifurcata Rudman & Avern, 1989
- Rostanga byga Er. Marcus, 1958
- Rostanga calumus Rudman & Avern, 1989
- Rostanga crawfordi (Burn, 1969)
- Rostanga crocea Edmunds, 2011
- Rostanga dentacus Rudman & Avern, 1989
- Rostanga elandsia Garovoy, Valdés & Gosliner, 2001
- Rostanga lutescens (Bergh, 1905)
- Rostanga muscula (Abraham, 1877)
- Rostanga orientalis Rudman & Avern, 1989
- Rostanga phepha Garovoy, Valdés & Gosliner, 2001
- Rostanga pulchra MacFarland, 1905
- Rostanga risbeci Baba, 1991
- Rostanga rubra (Risso, 1818)
- Rostanga setidens (Odhner, 1939)

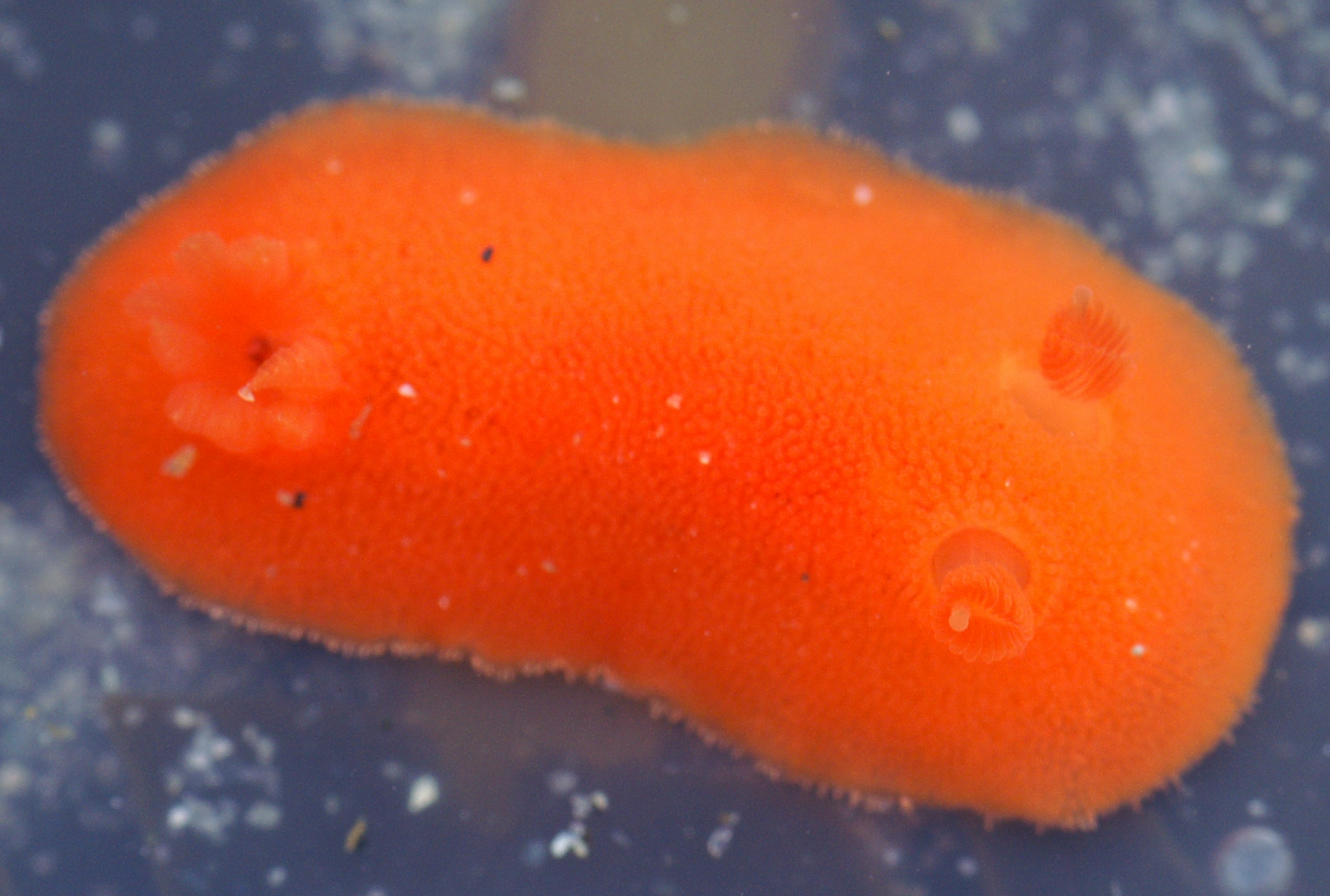
Rostanga pulchra
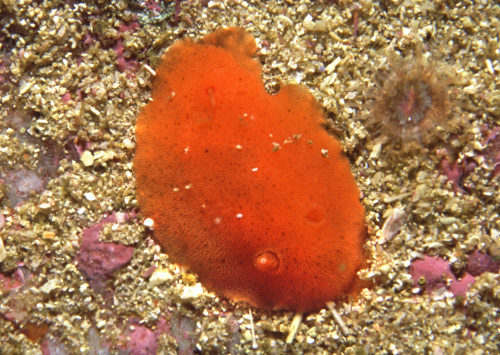
Rostanga elandsia